# Castilleja attenuata
Castilleja attenuata là loài thực vật có hoa thuộc họ Cỏ chổi. Loài này được (A. Gray) T.I. Chuang & Heckard mô tả khoa học đầu tiên năm 1991.